# Abney Crossroads
Abney Crossroads es un lugar designado por el censo ubicado en el condado de Kershaw en el estado estadounidense de Carolina del Sur. En el Censo de 2020 tenía una población de 101 habitantes y una densidad poblacional de 85,59 habitantes por km². Fue incluido como CDP en el censo de 2020.

## Geografía
Abney Crossroads se encuentra ubicado en las coordenadas 34°30′32″N 80°30′48″O / 34.50889, -80.51333. Según la Oficina del Censo de los Estados Unidos,  tiene una superficie total de 1,18 km², todos correspondientes a tierra firme.